# مشرفة (الحفة)
مشرفة قرية في ناحية كنسبا التابعة لمنطقة الحفّة في محافظة اللاذقية. بلغ عدد سكانها 689 نسمة حسب تعداد عام 2004.